# Khaled Al Qubaisi

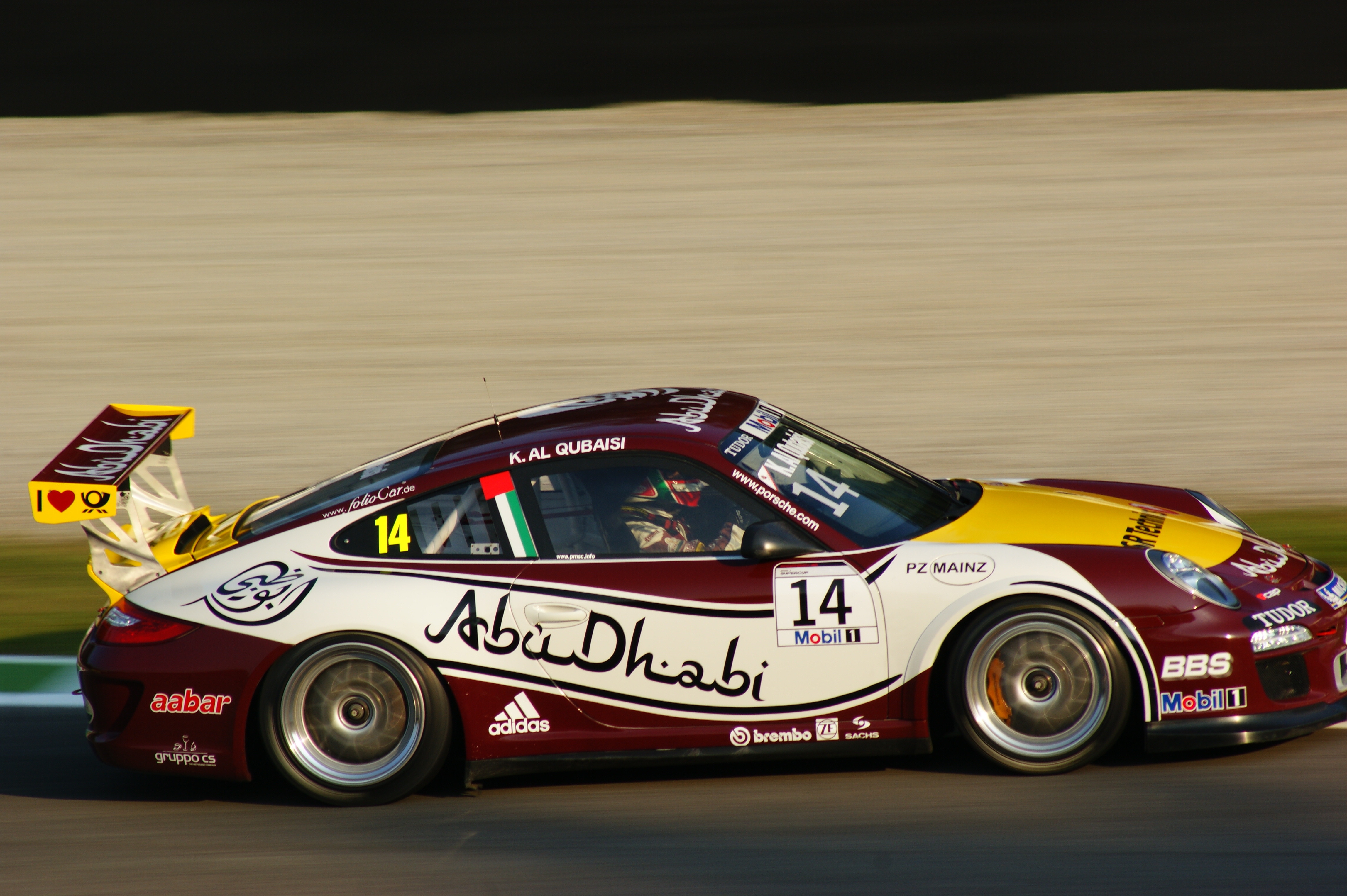
Khaled Al Qubaisi im Porsche 997 GT3 Cup 2011 in Monza

Khaled Abdulla Al Qubaisi, auch Chalid al-Kubaisi, arabisch خالد القبيسي, DMG Ḫālid al-Qubaisī (* 22. Dezember 1975 in Abu Dhabi), ist ein emiratischer Automobilrennfahrer.

## Karriere
Al Qubaisi ist seit Beginn der 2010er-Jahre im internationalen GT-Sport aktiv. Seine größten Erfolge waren die Gesamtsiege beim 24-Stunden-Rennen von Dubai 2012 und 2013; jeweils herausgefahren im Black-Falcon-Mercedes-Benz SLS AMG GT3 und den Teamkollegen Sean Edwards, Jeroen Bleekemolen und Thomas Jäger (2012) sowie Bernd Schneider (2013). 2013 siegte er außerdem beim 12-Stunden-Rennen von Yas Marina.
Sechsmal war er auch beim 24-Stunden-Rennen von Le Mans am Start, mit der besten Platzierung 2014 als er 21. in der Gesamtwertung wurde.

## Statistik

### Le-Mans-Ergebnisse
| Jahr | Team                    | Fahrzeug               | Teamkollege         | Teamkollege              | Platzierung | Ausfallgrund |
| ---- | ----------------------- | ---------------------- | ------------------- | ------------------------ | ----------- | ------------ |
| 2013 | JMW Motorsport          | Ferrari 458 Italia GT2 | Abdulaziz Al Faisal | Andrea Bertolini         | Rang 34     |              |
| 2014 | Proton Competition      | Porsche 911 RSR        | Klaus Bachler       | Christian Ried           | Rang 21     |              |
| 2015 | Abu Dhabi-Proton Racing | Porsche 911 RSR        | Klaus Bachler       | Christian Ried           | Ausfall     | Wagenbrand   |
| 2016 | Abu Dhabi-Proton Racing | Porsche 911 RSR        | Patrick Long        | David Heinemeier Hansson | Rang 28     |              |
| 2017 | Dempsey-Proton Racing   | Porsche 911 RSR        | Klaus Bachler       | Stéphane Lémeret         | Ausfall     | Unfall       |
| 2018 | Dempsey-Proton Racing   | Porsche 911 RSR        | Matteo Cairoli      | Giorgio Roda             | Ausfall     | Motorschaden |

### Einzelergebnisse in der FIA-Langstrecken-Weltmeisterschaft
| Saison  | Team                      | Rennwagen          | 1   | 2   | 3   | 4   | 5   | 6   | 7   | 8   | 9   |
| ------- | ------------------------- | ------------------ | --- | --- | --- | --- | --- | --- | --- | --- | --- |
| 2013    | JMW Motorsport            | Ferrari 458 Italia | SIL | SPA | LEM | SAO | AUS | FUJ | SHA | BAH |     |
| 2013    | JMW Motorsport            | Ferrari 458 Italia | 34  |     |     |     |     |     |     |     |     |
| 2014    | Proton Competition        | Porsche 911 RSR    | SIL | SPA | LEM | AUS | FUJ | SHA | BAH | SAO |     |
| 2014    | Proton Competition        | Porsche 911 RSR    | 18  | 22  | 21  | 20  | 20  | 24  | 21  | 16  |     |
| 2015    | Proton Racing             | Porsche 911 RSR    | SIL | SPA | LEM | NÜR | AUS | FUJ | SHA | BAH |     |
| 2015    | Proton Racing             | Porsche 911 RSR    | 21  | 27  | DNF | 28  | 22  | 27  | 28  | 27  |     |
| 2016    | Proton Racing             | Porsche 911 RSR    | SIL | SPA | LEM | NÜR | MEX | AUS | FUJ | SHA | BAH |
| 2016    | Proton Racing             | Porsche 911 RSR    | 27  | 25  | 28  | 27  | 22  | 27  | 28  | 27  | 26  |
| 2017    | Proton Racing Gulf Racing | Porsche 911 RSR    | SIL | SPA | LEM | NÜR | MEX | AUS | FUJ | SHA | BAH |
| 2017    | Proton Racing Gulf Racing | Porsche 911 RSR    |     |     | DNF |     |     |     |     | 22  |     |
| 2018/19 | Proton Racing             | Porsche 911 RSR    | SPA | LEM | SIL | FUJ | SHA | SEB | SPA | LEM |     |
| 2018/19 | Proton Racing             | Porsche 911 RSR    | 26  | DNF | 24  |     | 23  |     |     |     |     |
| 2019/20 | Proton Racing             | Porsche 911 RSR    | SIL | FUJ | SHA | BAH | AUS | SPA | LEM | BAH |     |
| 2019/20 | Proton Racing             | Porsche 911 RSR    |     |     |     | DNF |     |     |     | 15  |     |
| 2021    | Proton Racing             | Porsche 911 RSR    | SPA | POR | MON | LEM | BAH | BAH |     |     |     |
| 2021    | Proton Racing             | Porsche 911 RSR    |     |     |     |     | 31  | DNF |     |     |     |